# Цаваттарелло
Цаваттарелло (італ. Zavattarello) — муніципалітет в Італії, у регіоні Ломбардія,  провінція Павія.
Цаваттарелло розташоване на відстані близько 420 км на північний захід від Рима, 70 км на південь від Мілана, 37 км на південь від Павії.
Населення — 986 осіб (2014).
Щорічний фестиваль відбувається 25 січня. Покровитель — святий Павло.

## Демографія
Населення за роками:

Станом на 1 січня 2023 року в муніципалітеті офіційно проживало 79 іноземців з 13 країн, серед них 22 громадяни країн Євросоюзу та 3 громадяни України.

## Сусідні муніципалітети
- Менконіко
- Нібб'яно
- Пекорара
- Романьєзе
- Руїно
- Вальверде
- Варці